# Sarkidiornis
Sarkidiornis is een geslacht van vogels uit de familie eenden, ganzen en zwanen (Anatidae). Het geslacht telt twee soorten.

## Soorten
- Sarkidiornis melanotos – Knobbeleend
- Sarkidiornis sylvicola – Amerikaanse knobbeleend